# برجيس باريس
 برجيس باريس  هي دورية تصدر باللغة العربية أسسها  رشيد الدحداح في باريس عام 1860م.

## وصلات خارجية
- أعداد أولى لدوريات مجهولة . جريدة «برجيس بريس» الباريسية